# Тидише
Тидише (њем. Tiddische) општина је у њемачкој савезној држави Доња Саксонија. Једно је од 41 општинског средишта округа Гифхорн. Према процјени из 2010. у општини је живјело 1.296 становника. Посједује регионалну шифру (AGS) 3151031.

## Географски и демографски подаци
Тидише се налази у савезној држави Доња Саксонија у округу Гифхорн. Општина се налази на надморској висини од 62 метра. Површина општине износи 16,8 km². У самом мјесту је, према процјени из 2010. године, живјело 1.296 становника. Просјечна густина становништва износи 77 становника/km².